# Lomandroideae
Die Unterfamilie Lomandroideae gehört zur Familie der Spargelgewächse (Asparagaceae) innerhalb der
Ordnung der Spargelartigen (Asparagales). Einige Arten und besonders ihre Sorten werden als Zierpflanzen für Parks und Gärten in frostfreien Gebieten und für Räume verwendet; es sind auch weitere Nutzungen von Arten bekannt, doch ist keine wirtschaftlich bedeutend.

## Beschreibung

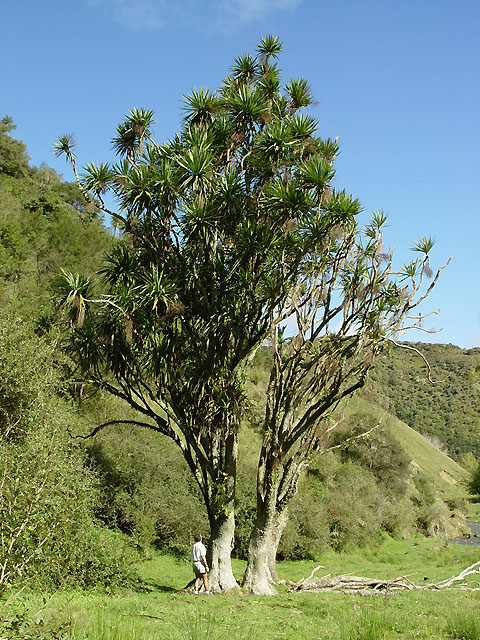
Baumförmiger Habitus einer besonders großen Cordyline australis

### Habitus und Laubblätter
Es gibt ausdauernde krautige und verholzende Taxa. Einige Taxa sind Xerophyten. Wie bei allen Einkeimblättrigen Pflanzen gibt es kein sekundäres Dickenwachstum, deshalb werden die verholzenden Pflanzen strauch-, baumförmig und nicht Baum genannt. Einige Arten wachsen als Lianen. Manche Arten bilden Rhizome, die bei manchen Arten auch knollig verdickt sein können. Sie enthalten oft klaren Milchsaft.
Die wechselständigen und spiralig oder zweizeilig, oft in Rosetten angeordneten Laubblätter sind in Blattscheide, Blattstiel (nur bei einigen Gattungen) und Blattspreite gegliedert. Die Blattscheide ist offen. Die einfachen Blattspreiten sind parallelnervig mit glattem Blattrand, sie können grasförmig schmal bis breit sein.

### Blütenstände und Blüten

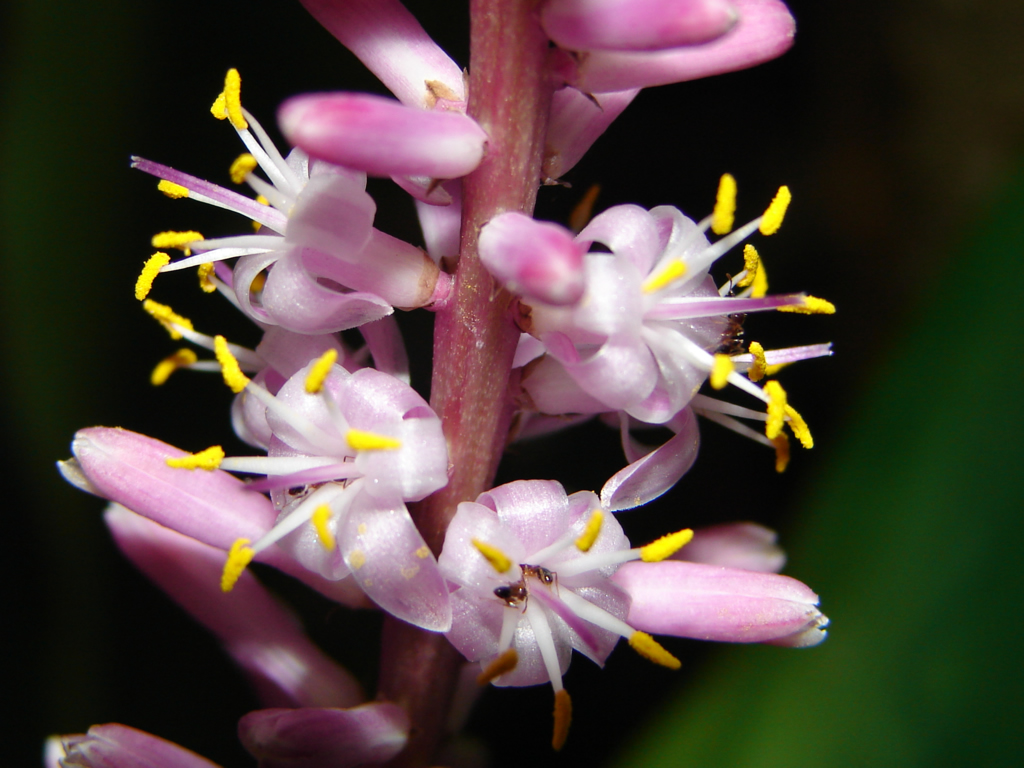
Blüten von Cordyline fruticosa

Es werden end- oder achselständige, verzweigte, zymöse Gesamtblütenstände gebildet, die aus traubigen, ährigen oder rispigen Teilblütenständen bestehen und Hochblätter besitzen.
Die gestielten, relativ kleinen, zwittrigen oder eingeschlechtlichen, radiärsymmetrischen Blüten sind dreizählig. Es sind zwei Kreise mit je drei Blütenhüllblättern vorhanden; sie sind in beiden gleichgestaltig und an ihrer Basis röhrig verwachsen oder verschieden, dann sind meist die des inneren Kreises gefranst. Die Blütenhüllblätter des äußeren Kreises sind grün oder besitzen die gleiche Farbe wie die des inneren Kreises. Die Blütenhüllblätter des inneren Kreises können grünlich bis weiß, rosafarben bis bräunlich oder blau sein. Es sind sechs Staubblätter vorhanden; sie sind teils verwachsen. Drei Fruchtblätter sind zu einem synkarpen, oberständigen Fruchtknoten verwachsen. Der Griffel endet in einer kopfigen bis dreilappigen Narbe. Es sind Septalnektarien vorhanden.

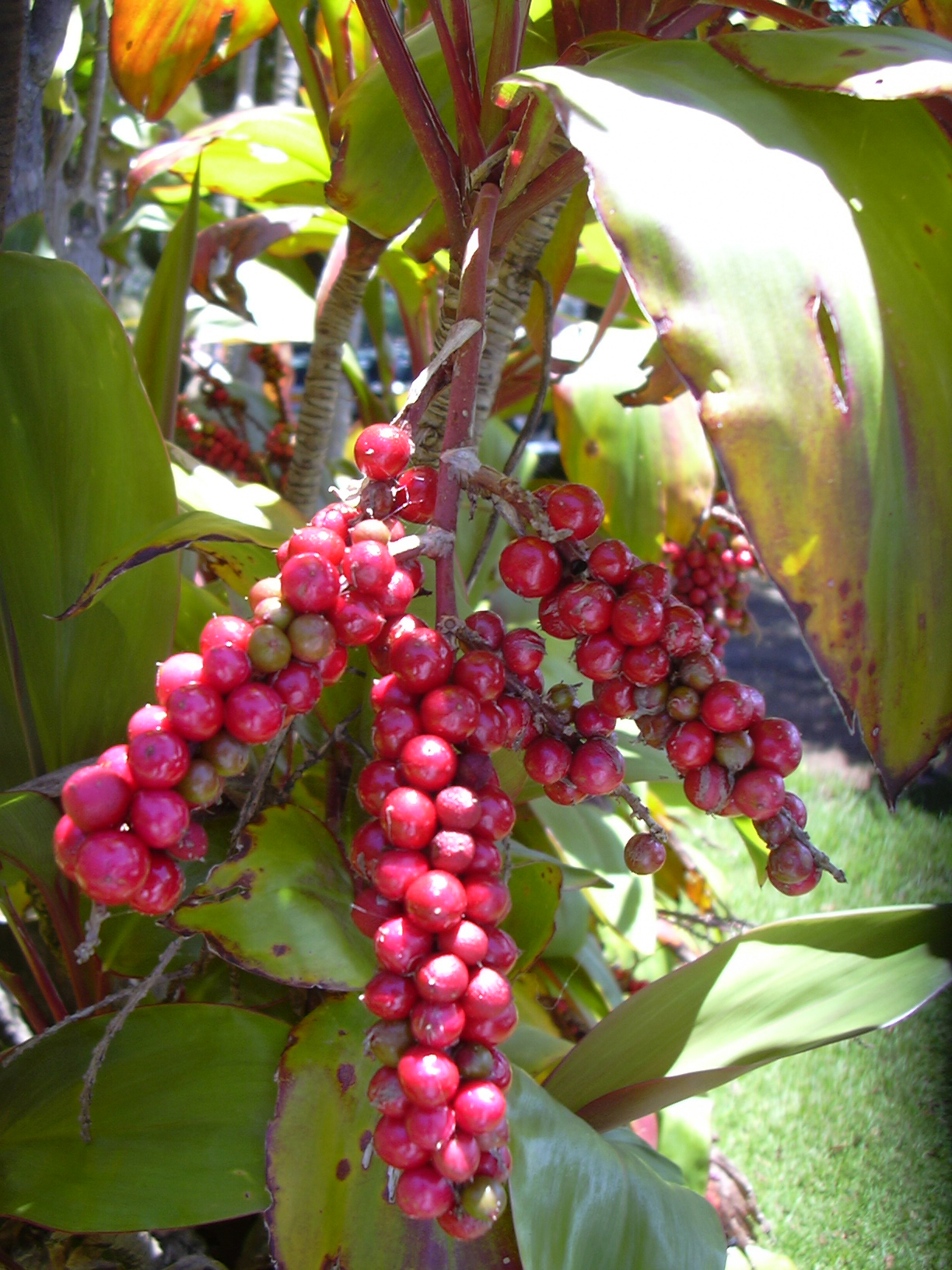
Fruchtstand von Cordyline fruticosa

### Früchte und Samen
Es werden Kapselfrüchte oder Beeren gebildet mit nur wenigen Samen in jedem der drei Kapselfächern. Auf den Früchten sind noch die Blütenhüllblätter erkennbar. Die oft durch Phytomelane schwarzen (bei Lomandra nicht) Samen sind rundlich oder kantig mit mehr oder weniger glatter Oberfläche.

### Inhaltsstoffe und Chromosomen
Es werden Steroidsaponine und Naphthoquinone gebildet.
Die Chromosomen 0,6 bis 2,4 µm lang. Die Chromosomenzahlen sind in den Gattungen sehr unterschiedlich: n = 3, 4, 6, 7–9, 11, 19.

## Systematik und Verbreitung
Ihr Hauptverbreitungsgebiet ist Australien und benachbarte Inseln. Es gibt auch Taxa in Madagaskar, Indien und Südamerika. Sie haben also ein disjunktes Areal hauptsächlich in Gebieten des Urkontinentes Gondwana.

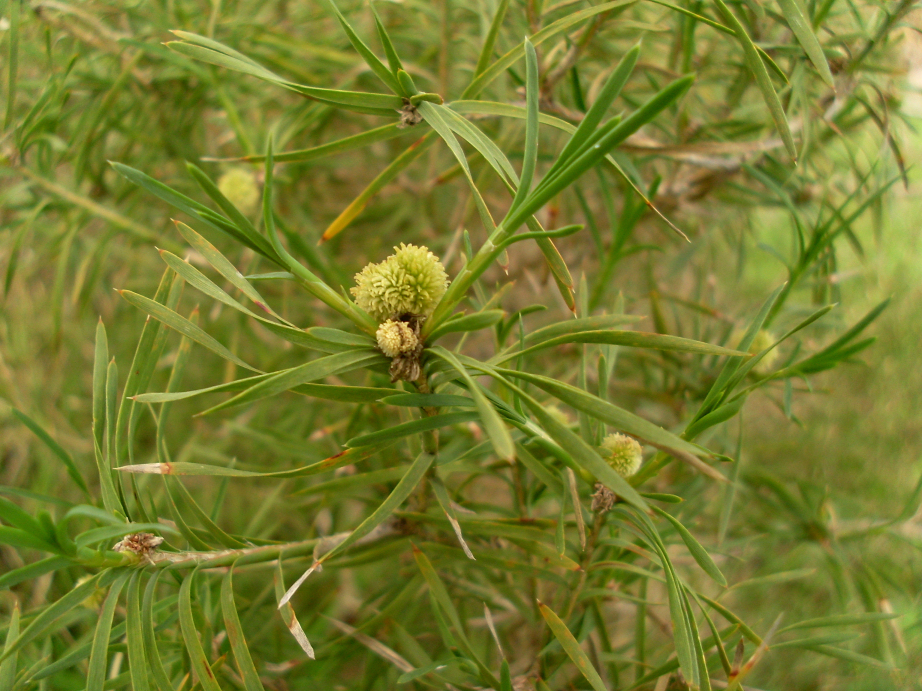
Acanthocarpus preissii

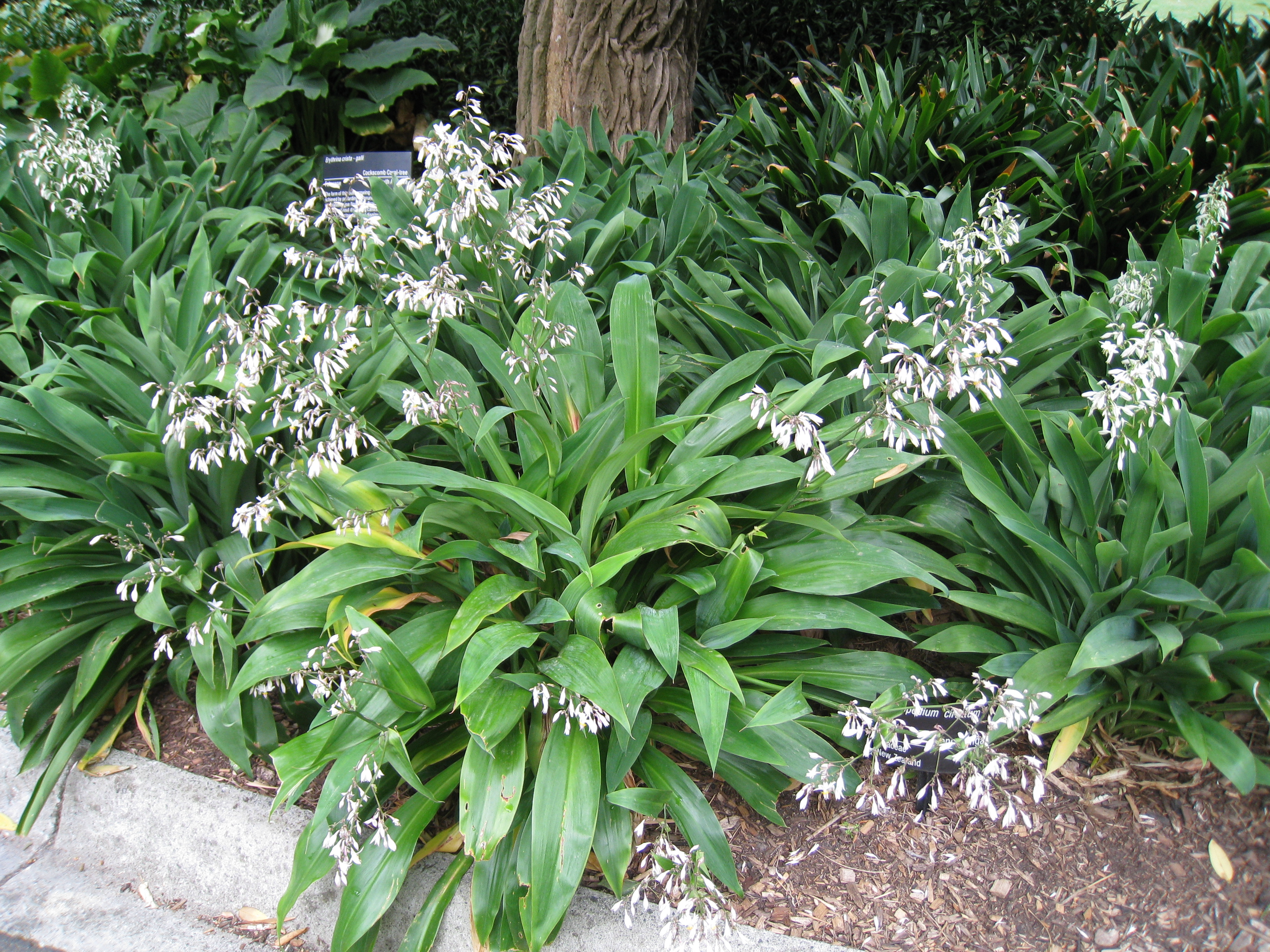
Habitus und Blütenstände von Arthropodium cirratum mit breiten Blattspreiten

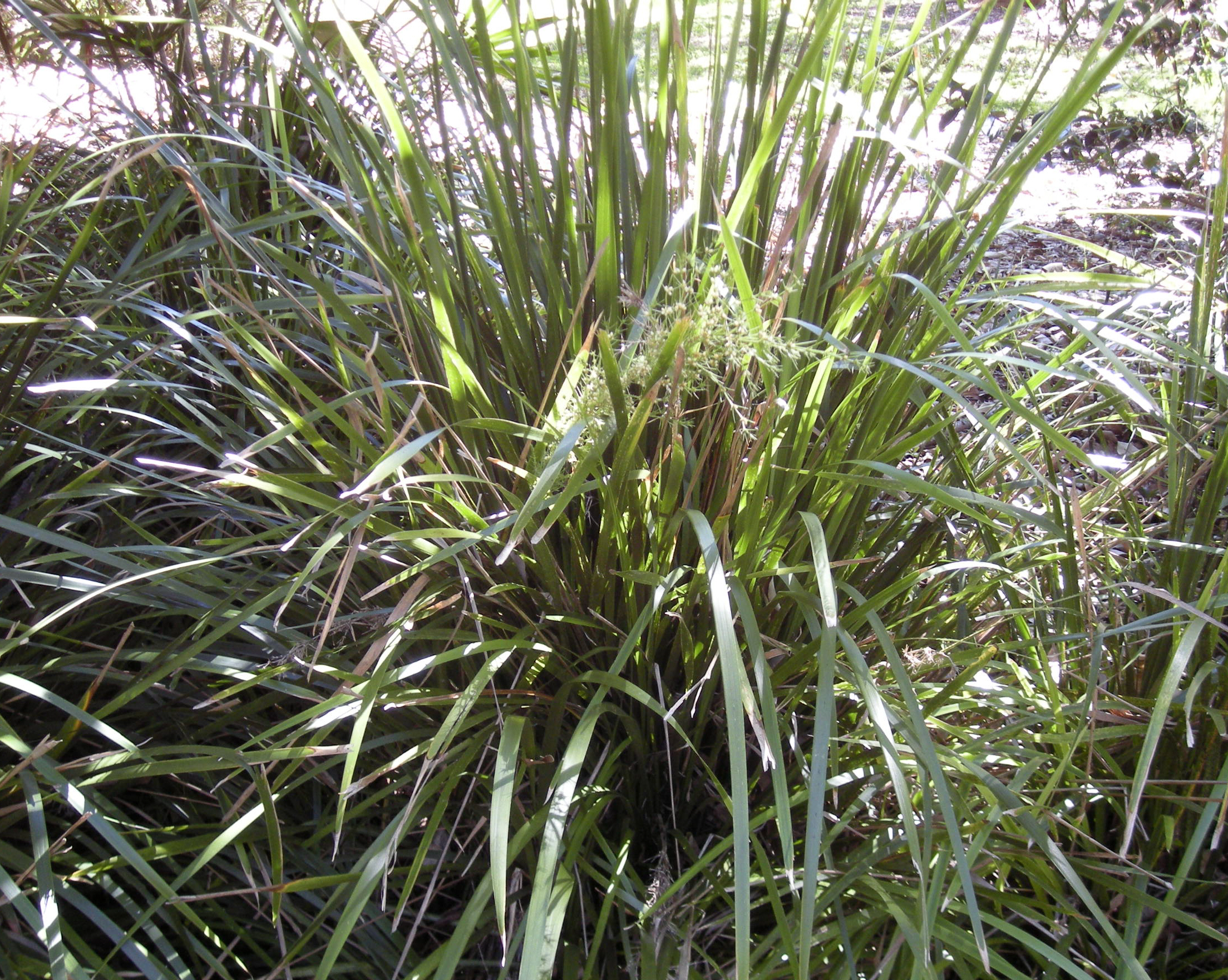
Lomandra hystrix: Habitus der krautigen Pflanze und bestachelter Blütenstand

Nach APG III und Chase et al. 2009 wird die Ordnung der Spargelartigen (Asparagales) neu gegliedert. Dabei wurden Familiengrenzen stark verschoben. Einige frühere Familien besitzen nur noch den Rang von Unterfamilien. Die frühere Familie Laxmanniaceae ist heute nur noch die Unterfamilie Lomandroideae in der Familie der Spargelgewächse (Asparagaceae).
Nach dem Internationalen Code der Botanischen Nomenklatur (ICBN; McNeill et al. 2006) dürfen die Namen von Unterfamilien nicht konserviert werden. Die Namen Lomandroideae, basierend auf dem Tribus Lomandreae Engl., und Laxmannioideae, basierend auf dem Tribus Laxmannieae Engl., wurden 2007 durch Robert Folger Thorne & James Lauritz Reveal in An Updated Classification of the Class Magnoliopsida (Angiospermae), In: The Botanical Review, 73 (2), 2007, S. 67–181 veröffentlicht. Beide Tribus wurden in Engler & Prantl: Nat. Pflanzenfam. II, 5, 1887, 18 veröffentlicht. Die Erstveröffentlichung des Familiennamens Lomandraceae wurde von Johannes Paulus Lotsy in Vorträge über botanische Stammesgeschichte, Band 3, S. 761 erst 1911 veröffentlicht. Die Erstveröffentlichung des Familiennamens Laxmanniaceae wurde von Pietro Bubani in der Flora Pyrenaea per ordines naturales gradatim digesta, Band 4, S. 111 geschrieben, aber erst 1901/2 posthum von O. Penzig in Druck gegeben. Warum die Unterfamilie Lomandroideae und nicht Laxmannioideae heißt, darüber wird bei Mark W. Chase et al. 2009 nichts geschrieben.
Synonyme für Lomandroideae Thorne & Reveal sind: Eustrephaceae Chupov, Lomandraceae Lotsy, Xerotaceae Hassk., nom. illeg.
Die heute hier enthaltenen Gattungen wurden schon den Agavaceae, Anthericaceae, Asparagaceae, Asphodelaceae, Dasypogonaceae, Liliaceae und Xanthorrhoeaceae zugeordnet.
Zur Unterfamilie Lomandroideae gehören 14 bis 15 Gattungen mit 178 Arten:
- Acanthocarpus Lehm.: Mit sieben Arten, die im westlichen und nordwestlichen Australien vorkommen.[4]
- Arthropodium R.Br. (Syn.: Dichopogon Kunth): Mit etwa 10 bis 20 Arten auf der Südhalbkugel, hauptsächlich in Australien, drei Arten in Neuseeland, weitere in Madagaskar und Neukaledonien.[4]
- Chamaescilla F.Muell. ex Benth.: Mit vier Arten nur in Australien.[4][5]
- Chamaexeros Benth.: Mit vier Arten in Australien.[6]
- Keulenlilien (Cordyline Comm. ex R.Br., Syn.: Charlwoodia Sweet, Cohnia Kunth, Taetsia Medik.): Viele Arten, die früher in dieser Gattung waren, wurden in die Gattung Dracaena gestellt. Es gehören etwa 20 Arten zur Gattung. Sie kommen ursprünglich von Papuasien bis zu den Inseln im westlichen Pazifik, auf den Maskarenen und von Bolivien bis zum südlichen Südamerika vor.[4] Sie bilden keulenförmige Speicherknollen an den Wurzeln (deutscher Name!). Einige Arten und Sorten sind Zierpflanzen.
- Eustrephus R.Br.: Mit der einzigen Art:
  - Eustrephus latifolius R.Br.: Es ist eine immergrüne Kletterpflanze, die auf dem Indonesischen Archipel, auf Pazifischen Inseln und östlichen Australien beheimatet ist.[7]
- Laxmannia R.Br.: Mit etwa acht Arten nur in Australien, hauptsächlich im westlichen Teil.
- Lomandra Labill. (Syn.: Xerotes R.Br.): Mit etwa 50 Arten, die in Australien, Neuguinea und Neukaledonien vorkommen.
- Murchisonia Brittan: Mit nur zwei Arten in Australien. Sie werden von manchen Autoren auch in die Gattung Thysanotus R.Br. gestellt.[4]
- Romnalda P.F.Stevens: Mit nur vier Arten, die von Neuguinea bis Queensland in Australien vorkommen.[4]
- Sowerbaea Sm.: Mit fünf Arten in Australien.[8]
- Thysanotus R.Br.: Mit etwa 53 Arten in Australien, hauptsächlich im westlichen Australien. Bei einer dieser Arten (Thysanotus banksii) reicht das Areal bis Papua-Neuguinea und bei einer weiteren (Thysanotus chinensis) sogar von Australien über Papua-Neuguinea hinaus bis Thailand, Vietnam, Taiwan, China und den Philippinen.[9]
- Trichopetalum Lindl. (Syn.: Bottionea Colla): Es sind knollenbildende, krautige Pflanzen. Bis 2003 war es eine monotypische Gattung, bis eine weitere Art entdeckt wurde:
  - Trichopetalum plumosum (Ruiz & Pav.) J.F.Macbr.: Nur in Zentral-Chile.
  - Trichopetalum chosmalensis Guagl. & Belgrano: Nur in Patagonien (Argentinien). Die Art wurde 2003 erstbeschrieben.
- Xerolirion A.S. George: Mit der einzigen Art:
  - Xerolirion divaricata A.S. George: Sie ist im südwestlichen Australien beheimatet.[4]

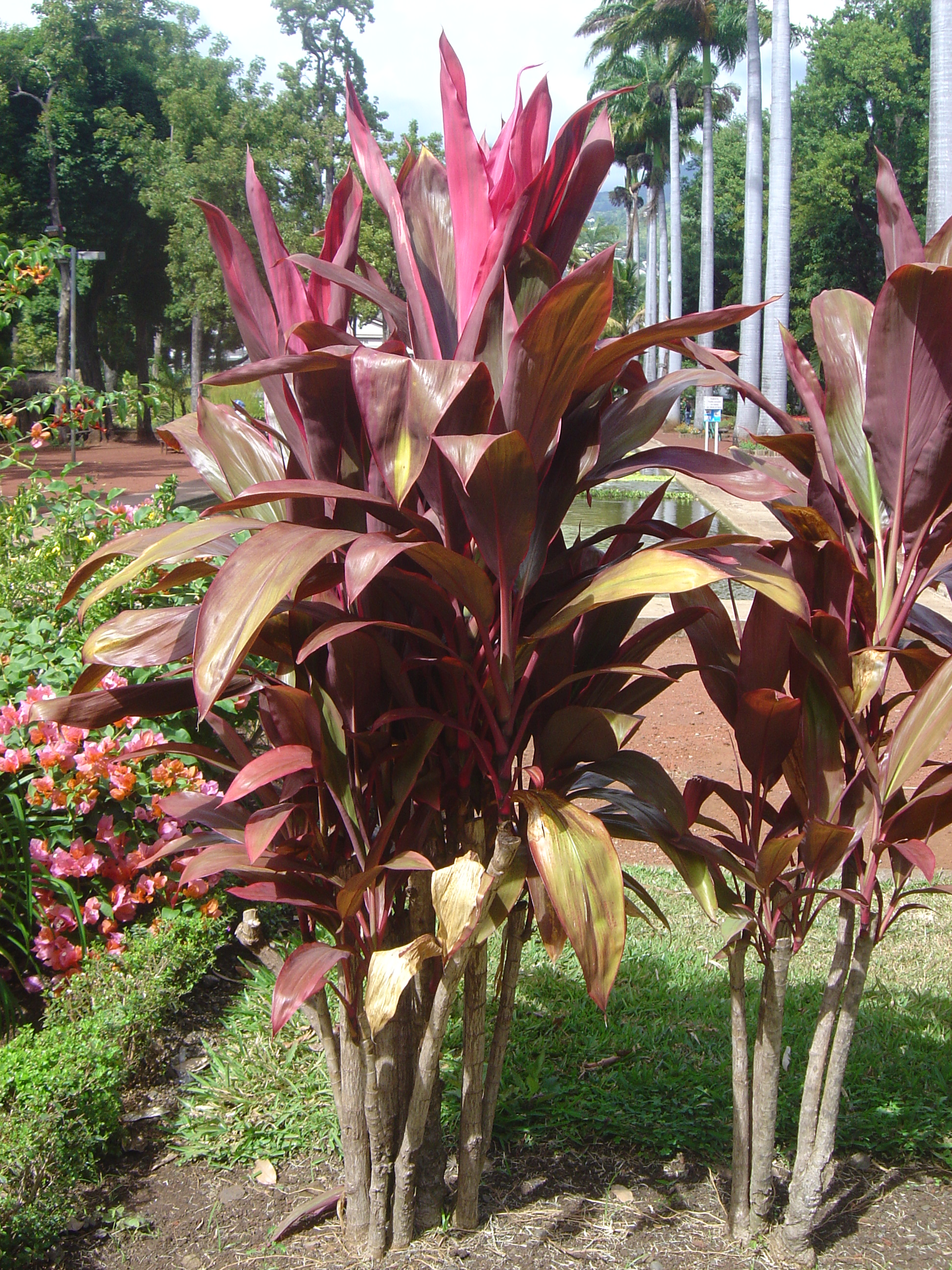
Cordyline fruticosa-Kulturform, eine der vielen Sorten, die sich auch als Zimmerpflanze eignen.

## Nutzung
Einige Arten und besonders ihre Sorten werden als Zierpflanzen für Parks und Gärten in frostfreien Gebieten und für Räume verwendet.
Cordyline australis und Cordyline indivisa werden vielfältig genutzt: Gegessen wir das gebackene Rhizom, Teile des getrockneten und gekochten Stammes; sie enthalten Fruktose und ergeben einen süßen Brei oder Getränk. Junge Triebe ergeben einen Ersatz für Kohl. Über Laubblätter als Nahrung wurde berichtet, aber sie sind sehr faserreich. Die Früchte können gegessen werden. Die Laubblätter enthalten Saponine in so großer Menge, dass sich die Ausbeute lohnt. Aus den starken Fasern lassen sich beispielsweise Papier, Körbe, Kleidung und besonders lange haltbare Taue herstellen. Mit einem roten Streifen aus der Blattmittelrippe kann man malen.
Die Rhizome von Thysanotus-Arten werden roh oder gegart gegessen.
Lomandra longifolia wird vielfältig genutzt.
Die Māori verwendeten Arthropodium cirratum, Trivialnamen Rengarenga, rock lily, als Nahrungs- und Gewürzpflanze, dazu werden sie auch angebaut. Ihre Rhizome werden gegart und kalt oder warm gegessen; es kann auch Stärke aus den Rhizomen gewonnen werden. Diese Art wurde auch in der Volksmedizin eingesetzt.